# Fertigungsbetrieb

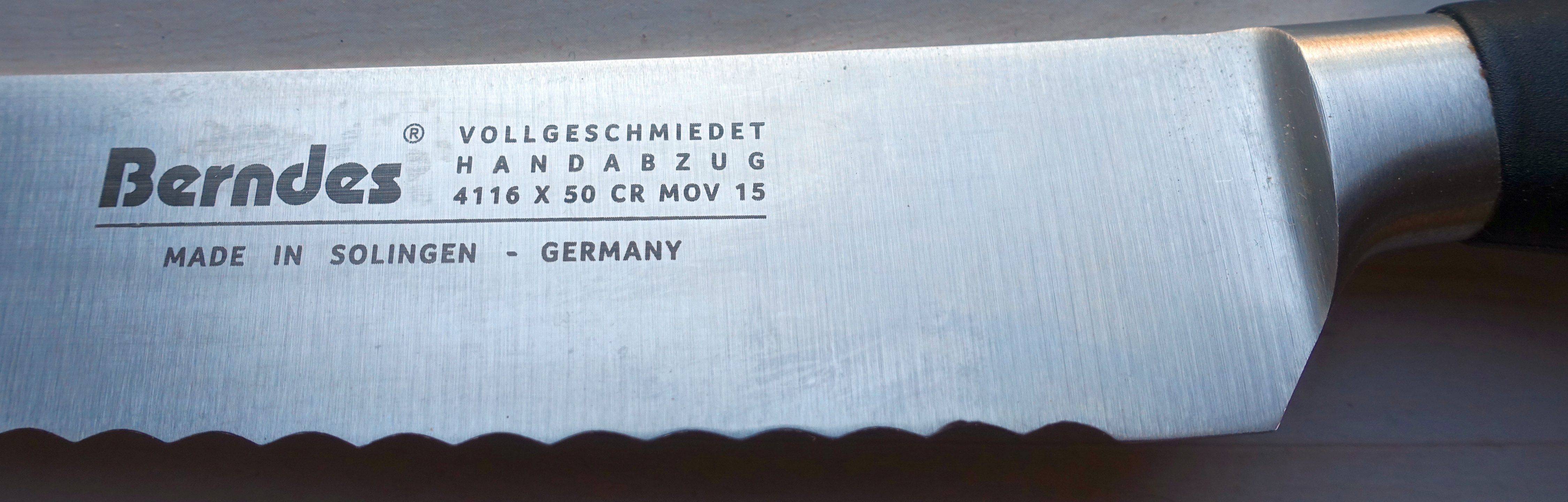
Beispiel für Auftragsfertigung: Ein auf Kochtöpfe spezialisiertes Unternehmen stellt Messer nicht selbst her, sondern lässt sie von einem Fertigungsbetrieb zuliefern und mit dem eigenen Logo versehen.

Ein Fertigungsbetrieb ist der Lieferant (Unterauftragnehmer) eines Herstellers. Auch wenn die von ihm produzierte Ware direkt zum Händler oder Endkunden gelangt, tritt er diesen gegenüber nicht als Lieferant auf, sondern überlässt das dem Hersteller oder dessen Distributor. Kernkompetenz des Fertigungsbetriebes ist die Optimierung von Fertigungsabläufen, er befasst sich nicht mit Produktentwicklung und Marketing. Die Qualitätssicherung wird vom Kunden, dem Hersteller, am Ort des Fertigungsbetriebes durchgeführt. Daneben gibt es Fertigungsbetriebe, die im Auftrag von Markenherstellern oder Handelsunternehmen bestimmte Produkte herstellen, die sie aber nicht selber an den Endverbraucher verkaufen dürfen.

## Verlängerte Werkbank
Der metaphorische Ausdruck verlängerte Werkbank, also die Arbeit an einer gedachten Werkbank entlang weiterzureichen, bis sie aus dem eigenen Betrieb nach draußen, also auf den Markt, reicht, wird ursprünglich für industrielle Fertigungsbetriebe (oder gar ganze Volkswirtschaften) verwendet, die keine eigene Forschung und Entwicklung betreiben, sondern nur Lohnfertigung von Produkten anbieten, die von anderen Unternehmen (oder in anderen Volkswirtschaften) entwickelt wurden. Die Lohnfertigung wird auch Auftragsfertigung genannt und beschreibt die Fertigung von Produkten oder Werkstücken durch ein anderes externes Unternehmen (→ Fremdfertigung). Es kann sich dabei um die Herstellung eines ganzen Vorgangs oder auch nur eines Teilvorgangs handeln, wobei die Komponenten oder das Material vom Auftraggeber zur Verfügung gestellt werden.

### Vorteile
Dieser Trend setzte in den Siebziger Jahren ein, als die ASEAN-Staaten anfingen sich in Richtung Westen zu öffnen und ausländische Investoren anzulocken. Auch in Südamerika gab es diese Tendenzen. Mit der einsetzenden Globalisierung, der Öffnung Osteuropas gen Westen und dem Ende der gelenkten Wirtschaft in Indien Ende der 1980er und zu Beginn der 1990er Jahre breitete sich dieser Trend weiter aus.
Die verlängerte Werkbank bietet den investierenden Unternehmen mehrere Vorteile:
- Nähe zu Rohstoffquellen
- niedriges Lohnniveau und (in vielen Ländern) schwache Gewerkschaften
- direkte Unterstützung durch eine (oft) korrupte politische Klasse
- Zugang zu inländischen Absatzmärkten

Für die einzelnen Länder sind die Vorteile
- Aufbau der Infrastruktur
- Ausbildung von Facharbeitern
- Steuer- und Zolleinnahmen

### Nachteile
Nachteile und Risiken für die Wirtschaft sind dagegen:
- Know-how-Verlust
- längere Vorlaufzeit
- instabile politische Systeme
- Wechselkursrisiken (siehe Asienkrise)
- unprofessionelle Banken
- Schwierigkeit, ethische Standards durchzusetzen
  - fehlende Arbeitnehmerrechte
  - teilweise wird die Ausnutzung von Kinderarbeit in Kauf genommen
  - Arbeitssicherheit
- Beschaffungskette weniger transparent
  - Gefahr von gefälschten Bauelementen
  - Gefahr, dass Substanzen eingesetzt werden und im Produkt verbleiben die für den Zielmarkt nicht zulässig sind

Die Nachteile für die Länder:
- wachsende Abhängigkeit von der Weltwirtschaft und internationalen Finanzströmen
- wachsende Umweltprobleme

### Formen
- Zulieferbetriebe
- Outsourcing
- Lohnfertigung

### Geschichte
Anfänglich wurden vor allem Bereiche der Leichtindustrie ausgelagert, die wenig Fachpersonal und geringe Investitionen voraussetzen. Nach und nach folgte die Schwerindustrie, die mehr Kapital benötigt. Mit dem wachsenden Bildungsniveau in den entsprechenden Ländern umfasst das Outsourcing jedoch auch White-Collar-Jobs und sogar Forschungs- und Entwicklungsabteilungen.
Der Effekt der verlängerten Werkbank verliert sich langsam über die Zeit, und in den ehemaligen „Werkbank-Ländern“ erwachsen vollwertige Zulieferer, welche sich teilweise sogar zu Konkurrenten weiterentwickeln. Inzwischen wird der Begriff verlängerte Werkbank auch allgemein für Sublieferanten benutzt, die Standardtätigkeiten oder Vorarbeiten für den eigentlichen Lieferanten erbringen.
Gründe dafür sind beispielsweise:
- der eigentliche Lieferant kann sich flexibler an einen schwankenden Kapazitätsbedarf anpassen
- Kostenersparnis
- prozesstechnische Gründe
- strategische Gründe

Beispiel: Ein Unternehmen bietet an mehreren weltweiten Standorten die Reparatur und Überholung von Turbinen an. Da das eigentliche Werk, das die komplexen Reparaturprozesse durchführen kann, nur einmal existiert, gibt es für außereuropäische Kunden eigenständige, zum Konzern gehörende Landesgesellschaften, die die Turbinen in Empfang nehmen, zerlegen, reinigen und für die eigentliche Überholung in das Reparaturwerk übersenden. Das reparierende Unternehmen sieht dabei die ausländischen Landesgesellschaften als verlängerten Werkbank an.

## Auftragsfertigung in der Automobilindustrie
In der Automobilindustrie ist die Auftragsfertigung ein Kooperationstyp, der in mehreren Anwendungsszenarien zum Einsatz kommt. Oft wird analog von Vertragsfertigung gesprochen. Eine bereits seit Jahrzehnten genutzte Variante ist das Outsourcing von Kleinserien und geringvolumigen Derivaten an Auftragshersteller. Die Produktionsanlagen der Automobilhersteller sind normalerweise auf hohe Volumen ausgelegt. Geringe Stückzahlen lohnen sich daher selten. Auftrags- bzw. Vertragsfertiger haben sich daher genau in diesem Marktsegment entwickelt. Sie übernehmen die Produktion von geringvolumigen Derivaten und Sondermodellen (z. B. Cabrios).
Innerhalb des letzten Jahrzehnts hat sich ein weiterer Anwendungsfall für große Automobilhersteller etabliert: Sie nutzen die Auftragsfertigung als Markteintrittsstrategie in neue Märkte. Hierbei beauftragt der Originalhersteller (OEM) einen Auftragsproduzenten im Zielmarkt mit der Montage der Fahrzeuge. Hierdurch können die Steuerlast erheblich reduziert und Handelshemmnisse überwunden werden (Einfuhrsteuern auf fertige Fahrzeuge können ein Vielfaches des Fahrzeugpreises betragen). Derartige Fertigungskooperationen stellen jedoch hohe Anforderungen an Planungs-, Logistik- und Fertigungsprozesse sowie unterstützende IT-Systeme der beiden Partner, da durch die Auftrennung der Wertschöpfungskette zwischen den beiden Unternehmen erhebliche Informationsbedarfe und Abstimmungen notwendig werden.

## Auftragshersteller Chemikalien
Hersteller eines Stoffs in einer Menge von einer Tonne oder mehr pro Jahr müssen den Stoff registrieren.
- In der REACH-Verordnung gibt es keine Definition eines Lohnherstellers.
- Die Registrierungspflicht nach REACH liegt trotz des Umstands, dass die Ausgangsmaterialien, das geistige Eigentum und das/die Endprodukt(e) dem Kunden gehören, beim Lohnhersteller.
- Ferner sollten beide Seiten der Lohnherstellungsvereinbarung bedenken, dass der Kunde, wenn er als TPR agiert, wie alle TPRs keinen Stoff für das Unternehmen registrieren kann, das er vertritt (d. h. den Lohnhersteller). In diesem Fall muss die Registrierung selbst von dem Lohnhersteller (in seinem eigenen Namen) durchgeführt werden.[2]

Ein Lieferant ist nach REACH ein Hersteller, Importeur, nachgeschalteter Anwender oder Händler, der einen Stoff als solchen oder ein Gemisch in Verkehr bringt.

## Auftragshersteller Arzneimittel (Schweiz)
Verwendungsfertige Arzneimittel unterliegen grundsätzlich der Zulassungspflicht.
- Formula-Arzneimittel sind zulassungsbefreite Arzneimittel, welche gestützt auf Art. 9 Abs. 2 Bst. a bis c HMG hergestellt werden und zur Abgabe an die eigene Kundschaft (Art. 19b Abs. 2 VAM) bestimmt sind.
- Zur Risikobegrenzung der Herstellung von zulassungsbefreiten Formula-Arzneimitteln werden die für diese Art der Herstellung zulässigen Wirkstoffe in Art. 19d VAM eingeschränkt.

Herstellung von Formula-Arzneimitteln im eigenen Betrieb (Apotheke)
- Die Herstellung von Formula-Arzneimitteln basiert auf einer Formel oder eigene Herstellvorschrift und erfordert grundsätzlich eine kantonale Herstellbewilligung. Daher dürfen beispielsweise Ärzte und Tierärzte einem Lohnhersteller keinen Auftrag für die Herstellung eines Formula-Arzneimittels erteilen.
- Bei der Formula magistralis (Art. 9 Abs. 2 Bst. a HMG) handelt es sich um ein ärztliches oder tierärztliches Rezept mit Herstellanweisungen, welches in einem Betrieb mit Herstellbewilligung ausgeführt wird.

Der ausführende Betrieb (Apotheke) darf die Herstellung einem Betrieb mit entsprechender Herstellbewilligung vertraglich übertragen: Wenn mehrere Auftraggeberinnen für dasselbe Formula-Arzneimittel Herstellaufträge erteilen, so darf die bei der Lohnherstellerin produzierte Menge höchstens die Summe der für die Auftraggeberinnen geltenden, in 19c Abs. 2 VAM festgelegten Maximalmengen betragen. Es wird empfohlen, im Lohnherstellvertrag immer die für die Auftraggeberin geltende Jahresmenge zu nennen, unabhängig vom Umfang des Herstellauftrags. Die Auftraggeberin ist verantwortlich dafür, dass die für sie hergestellte Menge die zulässige Menge nicht überschreitet.
Nicht zulässig ist, wenn die Lohnherstellerin einen Ansatz herstellt, welcher die Menge übersteigt, die im Herstellauftrag oder in den zusammengefassten Herstellaufträgen festgelegt ist.
- Die überzähligen Formula-Arzneimittel dürfen nicht einem anderen Auftraggeber verkauft werden.
- Die in Art. 9 Abs. 2 Bst. a bis c HMG genannte defekturmässige Herstellung steht nur dem Auftraggeber, nicht jedoch dem Lohnhersteller zu.[3][4]

## Auftragshersteller für den Handel
Schon seit langer Zeit vertreiben große Kaufhäuser und der Versandhandel Produkte unter ihrem Namen, die sie aber nicht selber herstellen, sondern von Fertigungsbetrieben herstellen lassen. Dieser Trend zu so genannten Handelsmarken hat sich in den letzten Jahren vor allem durch die Discounter und Supermärkte verstärkt, die Produkte als No-Name-Ware oder unter einem eigenen Namen verkaufen. Die Fertigungsbetriebe stellen keine Produkte für einen anonymen Markt her, sondern fertigen im Auftrag der Handelsunternehmen, die nicht nur das Produkt genau spezifizieren, sondern zugleich auch eine ganz bestimmte Menge zu einem bestimmten Zeitpunkt abnehmen.